# 穆罕默德·貝希奇
穆罕默德·貝希奇（發音：[muxǎmed běʃitɕ]；1992年9月10日—）是一位波黑足球運動員。在場上的位置是防守中場。他代表波黑國家足球隊參賽。

## 俱乐部生涯

### 早期生涯
贝希奇在加入汉堡体育俱乐部的青年学院之前曾在当地俱乐部踢球。他于2009年加入了该学院。他在18岁时于2010年11月12日对阵多特蒙德的比赛中首次亮相职业比赛。
2012年8月，他加盟匈牙利球队费伦茨瓦罗斯。2013年5月5日，他在对阵德布勒森的比赛中打入了自己的职业生涯首球。

### 埃弗顿
2014年7月，贝希奇以未公开的转会费加盟英格兰的埃弗顿，据推测转会费约为500万欧元。

#### 2014-15赛季
他于2014年8月30日首次代表埃弗顿出场，在对阵切尔西的比赛中以3比6的比分落败。9月23日，他在对阵斯旺西城的英格兰联赛杯比赛中首次首发出场。

#### 2015-16赛季
2015年7月，贝希奇在季前与斯温顿镇的比赛中受伤，导致他错过了新赛季的开局。他于8月26日在对阵巴恩斯利的英格兰联赛杯比赛中复出。
2016年2月，他被选为埃弗顿1月份的最佳球员。
他于3月与球队签署了一份新的为期五年的合同。
贝希奇在这个赛季因腿筋受伤而多次受限制，影响了他的出场时间和次数。除了赛季前受伤外，他还在双腿分别受伤两次。

#### 2016-17赛季
2016年7月，贝希奇将自己之前两个赛季穿着的17号球衣更换为21号。
8月，他遭受了严重的膝盖伤势，被诊断为前交叉韧带撕裂，至少休养了六个月。他于12月底开始进行轻度训练，并于2017年3月获得了医疗许可。然而，直到赛季结束，他都没有在埃弗顿出场比赛。

#### 2017-18赛季
贝希奇于2017年8月17日在欧洲联赛附加赛对阵赫伊杜克斯普利特的比赛中重返赛场，这是他受伤后的一年多以来的首次亮相。
2018年2月，贝希奇被租借到英冠俱乐部米德尔斯堡直至赛季结束。他于2月17日对阵卡迪夫城的比赛中为球队正式出场。4月21日，他在击败德比郡的比赛中为米德尔斯堡打入了自己的首个进球。

#### 2018-19赛季
2018年8月，他将租借至米德尔斯堡的合同延长了一个赛季。他于8月24日对阵西布朗维奇阿尔比恩的比赛中打入了本赛季的首球。10月2日，他在击败伊普斯维奇联的比赛中打入了本赛季的首个进球。

#### 2019-20赛季
2019年8月，贝希奇被租借到谢菲联，租借期为一个赛季。他于8月27日在对阵布莱克本流浪者的比赛中正式为球队出场。两个月后，他在对阵西汉姆联的比赛中首次在联赛中出场。2020年1月25日，他在对阵米尔沃尔的比赛中为谢菲联打入了自己的首个进球。

#### 2020-21赛季
尽管未被注册参加英超联赛比赛，但贝希奇决定留在埃弗顿，直至合同结束。2021年2月，时任主教练安切洛蒂决定将他列入国内比赛的名单中。然而，他在赛季结束前没有参加任何一场埃弗顿的正式比赛，并在赛季结束后被俱乐部解约。

### 重返费伦茨瓦罗斯
2021年9月，贝希奇以为期三年的合同重返费伦茨瓦罗斯。9月22日，他在对阵白堡的比赛中重返球队并首次出场。自重返后，他在2022年4月24日获得了联赛冠军，赢得了与俱乐部一起的第一个奖杯。4月29日，他在对阵帕克西的比赛中打入自重返球队以来的首个进球，帮助费伦茨瓦罗斯取得胜利。
2023年2月，他再次受伤，前交叉韧带再次断裂，至少半年时间无法出场。